# Araneus kalaharensis
Araneus kalaharensis là một loài nhện trong họ Araneidae.
Loài này thuộc chi Araneus. Araneus kalaharensis được Eugène Simon miêu tả năm 1910.